# Анджей Ольшевський
Анджей Міхал Ольшевський (пол. Andrzej Michał Olszewski, 2 червня 1931 року, Варшава — 16 жовтня 2021 року, Радзейовиці) — польський лікар-хірург, політик, посол на Сейм II та III каденцій (1993—2001).

## Біографія
Син Кароля та Ірени. 1954 року закінчив лікувально-педіатричний факультет Медичної академії у Варшаві. 1974 року, у тому ж університеті, отримав докторський ступінь на основі дисертації під назвою Розвиток охорони здоров'я у фабричному селищі Жирардув до 1915 р., яку було опубліковано 2004 р. у вигляді окремого книжкового видання.
Спеціалізувався на хірургії та був завідувачем хірургічного відділення лікарні в Жирардуві (1983—2003). Після звільнення Польщі від комунізму брав активну участь у Соціал-демократії Республіки Польща — був головою її воєводської ради та членом Центрального Ради партії. На виборах 1991 року без успіху балотувався у виборчому окрузі № 3 Плоцк-Скерневиці. На виборах 1993 року був обраний до Сейму II каденції у виборчому окрузі № 41 Скерневиці за списком Союзу демократичних лівих сил. На виборах 1997 року був переобраний у тому ж окрузі. 2001 року не балотувався на переобрання, залишаючись активістом СДЛС у Жирардуві. Безрезультатно балотувався у радники Жирардувського повіту на виборах 2002 року.
Був членом Польського хірургічного товариства, Польського товариства історії медицини та фармації. Займався хірургією та історією медицини. Опублікував кілька десятків статей на цю тему у спеціалізованих журналах («Архів історії медицини», «Польський медичний тижневик», «Медичні проблеми», «Щоденники зборів хірургів», «Польський хірургічний огляд»).
Похований на Повонзківському цвинтарі у Варшаві.

## Нагороди та премії
Нагороджений Срібним та Золотим Хрестом Заслуги, Кавалерським хрестом ордена Polonia Restituta. Відзначений, серед іншого, почесним знаком «За зразкову роботу у сфері охорони здоров'я», золотим знаком «За заслуги перед Варшавським воєводством», медаллю «За заслуги перед Скерневицьким воєводством».